# گومتوو
گومتوو (به آلمانی: Gumtow) یک شهر در آلمان است که در پریگنیتس واقع شده‌است. گومتوو ۳٬۹۲۰ نفر جمعیت دارد.